# Blokator kalcijumskih kanala
Blokatori kalcijumskih kanala (CCB) su hemikalije koje ometaju kretanje kalcijuma (Ca2+) kroz kalcijumove kanale. Blokatori kalcijumskih kanala se koriste kao antihipertenzivni lekovi, i.e. kao lekovi za sniženje krvnog pritiska kod pacijenata sa hipertenzijom. Oni su posebno efektivni protiv krutoće velikih sudova, što je jedan od čestih uzroka povišenog sistolnog krvnog pritiska kod pacijenata u godinama. Blokatori kalcijumskih kanala se često koriste za promenu pulsa, sprečavanje moždanih vazospazama, i redukovanje bola u grudima uzgorkovanog anginom pektoris. Jedan tip blokatora kalcijumovog kanala se eksperimentalno koristi za sprečavanje migrena, dok se jedan drugi izučava kao jak analgetik.
Uprkos njihove efektivenosti, lekovi ove klase imaju visoku stopu mortaliteta pri dugotrajnoj upotrebi, kao i višestruke nuspojave. Potencijalno ozbiljni rizici su prvenstveno vezani za CCB lekove sa kratkotrajnim dejstvom.

## Spoljašnje vere
- Calcium+Channel+Blockers на 
- Архивирано на веб-сајту  (8. април 2008)